# Leslie Caron
Leslie Claire Margaret Caron (Boulogne-Billancourt, 1º luglio 1931) è una ballerina e attrice francese.

## Biografia
Nacque da una danzatrice franco-americana, Margeret Petit, e dal farmacista Claude Caron. Mentre il fratello maggiore Aimery seguì le orme paterne (si specializzò come chimico), l'educazione di Leslie fu seguita dalla madre. A nove anni iniziò a studiare danza classica e a sedici anni faceva già parte del Ballet des Champs Elysées di Roland Petit, diventando prima ballerina in opere importanti come Le jeune homme et la mort di Jean Cocteau.
La futura attrice fu scoperta all' età di diciassette anni da Gene Kelly a Parigi al balletto degli Champs Elysées e quella sera in cui Leslie Caron fu vista,non sarebbe dovuta essere in scena ma il caso volle che si fosse trovata a sostituire una ballerina assente.

## Carriera

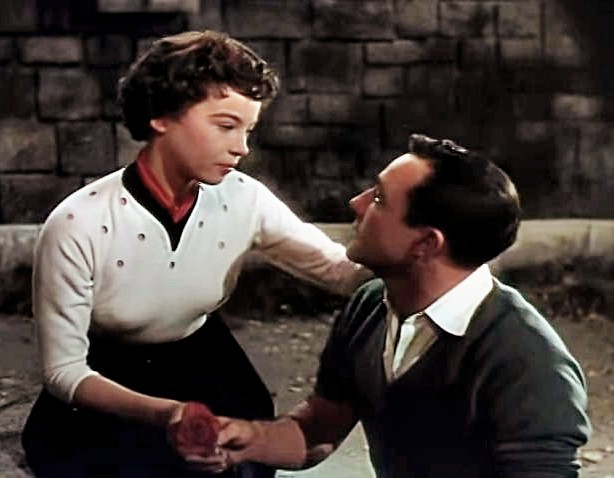
Leslie Caron con Gene Kelly nel 1951 in Un americano a Parigi di Vincente Minnelli

Il famoso attore e ballerino statunitense Gene Kelly la vide a Parigi e la scelse per interpretare al suo fianco il musical Un americano a Parigi (1951) diretto da Vincente Minnelli. L'attrice inizialmente designata, Cyd Charisse, aveva dovuto rinunciare al ruolo a causa di una gravidanza. La lavorazione tuttavia non fu facile per la Caron che non parlava inglese e non aveva confidenza con la macchina da presa.
In seguito al grande successo della pellicola, la casa di produzione Metro-Goldwyn-Mayer le propose un contratto a lungo termine, non vincolato ai soli musical. Tra i film di questo periodo sono da ricordare Lili (1953) di Charles Walters, con Mel Ferrer, che le valse una candidatura all'Oscar alla miglior attrice, La scarpetta di vetro (1955) ancora di Charles Walters, Papà Gambalunga (1955) di Jean Negulesco, nel quale duettò con Fred Astaire, ma soprattutto Gigi (1958), diretta ancora da Vincente Minnelli, in cui recitò e cantò assieme a Louis Jourdan e Maurice Chevalier, altri due attori francesi che già da tempo si erano affermati ad Hollywood.

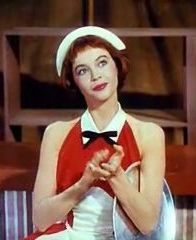
Leslie Caron nel film Lili (1953)

Tra i suoi film non musicali vanno invece segnalati La casa del corvo (1951) di Fletcher Markle, L'uomo che capiva le donne (1959) di Nunnally Johnson, La nostra vita comincia di notte (1960) di Ranald MacDougall, Fanny (1961) di Joshua Logan, La stanza a forma di L (1962) di Bryan Forbes, per il quale ottenne una seconda candidatura all'Oscar alla miglior attrice, e L'attimo della violenza (1962) di Anthony Asquith, con David Niven. Intorno alla metà degli anni sessanta la Caron, in ruoli brillanti che talora facevano emergere la sua allure europea, continuò a recitare in varie commedie hollywoodiane, come Il gran lupo chiama (1964) di Ralph Nelson, al fianco di Cary Grant, Una ragazza da sedurre (1965) di Michael Gordon, accanto a Rock Hudson, e Spogliarello per una vedova (1966) di Arthur Hiller, ove ebbe come partner Warren Beatty. Nel 1966 fece parte del cast internazionale riunito per il film drammatico Parigi brucia? di René Clément.

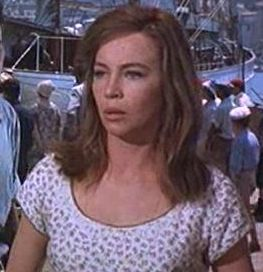
Leslie Caron nel trailer di Fanny (1961)

In seguito si trasferì in Europa, preferendo dedicarsi alla famiglia e a pellicole meno patinate e più intimiste, come Il padre di famiglia (1967) di Nanni Loy, ove interpretava l'energica architetto e moglie di Nino Manfredi, L'uomo che amava le donne (1977) di François Truffaut e Contratto (1980), film televisivo diretto da Krzysztof Zanussi, che la volle ancora nel 1982 nei suoi film La diva e Imperativo. Nel 1970 era tornata a Hollywood per recitare accanto a Richard Boone nel western La valle dei Comanches di Jerry Hopper. Di rilievo, negli anni settanta, fu la sua apparizione nel ruolo di Alla Nazimova in Valentino (1977) di Ken Russell, accanto a Rudol'f Nureev.
Tra i pochi protagonisti dell'epoca d'oro degli sfavillanti musical della Metro-Goldwyn-Mayer ancora in attività, continuò, anche se non più in ruoli da protagonista, a prendere parte a film importanti, tra cui Il danno (1992) di Louis Malle, Il commediante (1995) di Peter Chelsom, Chocolat (2000) di Lasse Hallström e Le Divorce - Americane a Parigi (2003) di James Ivory. Le sue più recenti apparizioni sono state in un episodio dell'ottava serie di Law & Order - Unità vittime speciali, Il ricordo (2007), e in una puntata della serie poliziesca francese Jo (2012), accanto a Jean Reno. Nel 2016 è stata chiamata a fare parte del cast della serie TV britannica I Durrell - La mia famiglia e altri animali.

### Teatro
La Caron lavorò anche in teatro. Nel 2010 recitò nel ruolo di Madame Armfeldt nel musical A Little Night Music di Stephen Sondheim.

## Vita privata

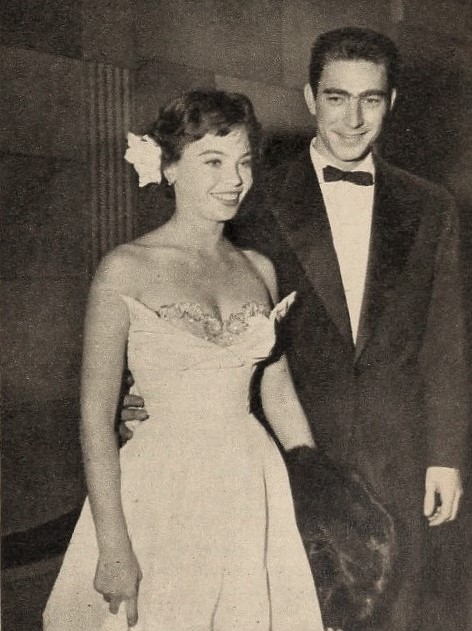
Leslie Caron con il primo marito, George "Geordie" Hormel

Leslie Caron si sposò tre volte: la prima nel 1951 con George Hormel II, nipote del fondatore della Hormel, una società di confezionamento della carne, dal quale divorziò nel 1954. Dal 1956 al 1965 fu sposata con Peter Hall, regista e direttore teatrale inglese e per lui trascurò la carriera. Nonostante la nascita di due figli, Christopher John Hall (produttore televisivo) e Jennifer Carol Hall (scrittrice), il matrimonio finì con un divorzio che fece epoca; il marito infatti, intentando la causa davanti ai giudici, indicò l'attore Warren Beatty corresponsabile della fine del matrimonio, tanto che quest'ultimo dovette anche pagare parte delle spese processuali. I due avevano infatti avuto una relazione alcuni anni prima. Il suo ultimo matrimonio con Michael Laughlin durò dal 1969 al 1980. Negli anni novanta ha gestito l'hotel-ristorante Auberge la Lucarne aux Chouettes a Villeneuve-sur-Yonne.

## Filmografia

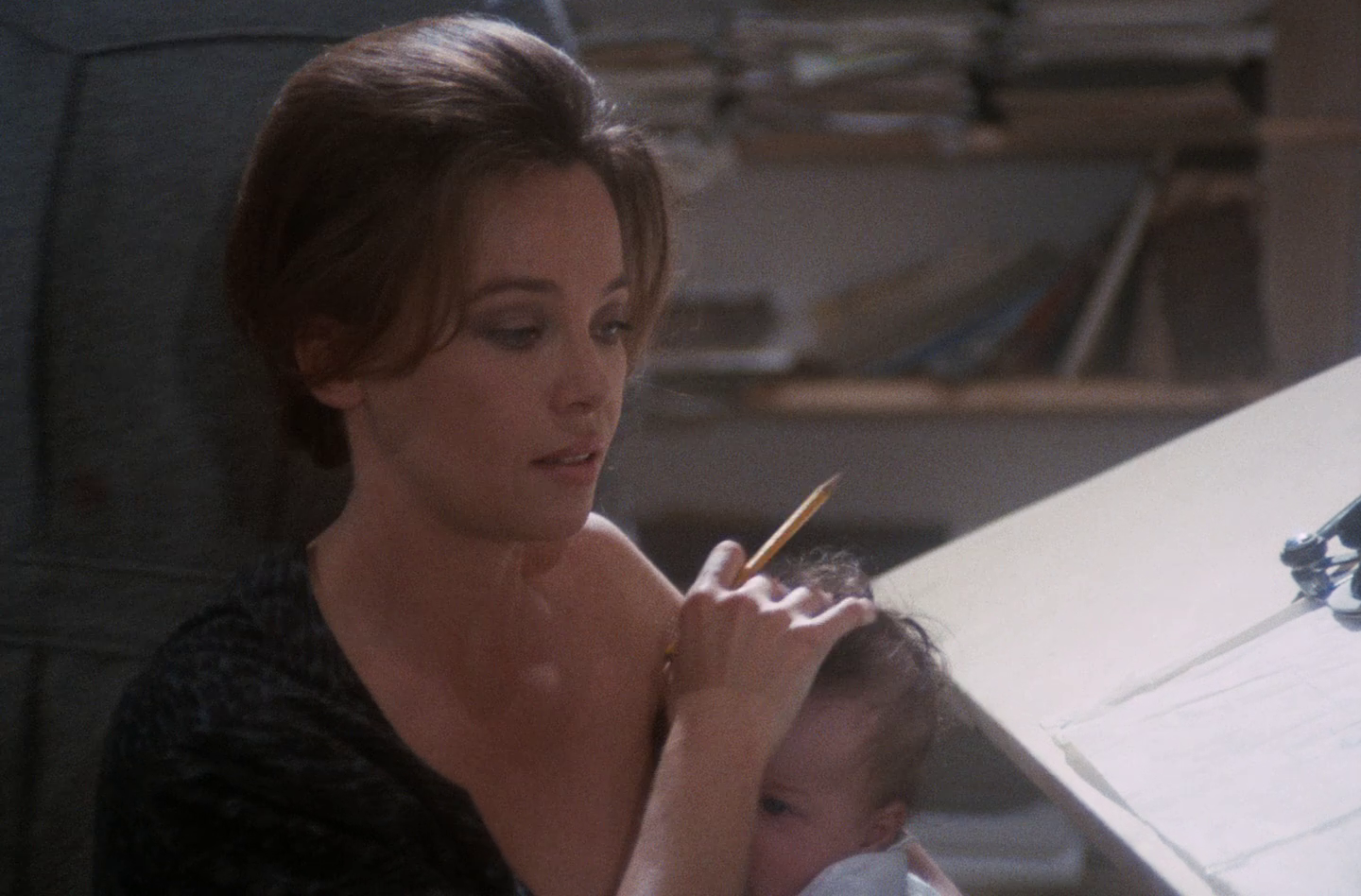
Leslie Caron ne Il padre di famiglia (1967)

### Cinema
- Un americano a Parigi (An American in Paris), regia di Vincente Minnelli (1951)
- La casa del corvo (The Man with a Cloak), regia di Fletcher Markle (1951)
- La strada dell'eternità (Glory Alley), regia di Raoul Walsh (1952)
- Lili, regia di Charles Walters (1953)
- Storia di tre amori (The Story of Three Loves), regia di Vincente Minnelli e Gottfried Reinhardt (1953)
- La scarpetta di vetro (The Glass Slipper), regia di Charles Walters (1955)
- Papà Gambalunga (Daddy Long Legs), regia di Jean Negulesco (1955)
- Gaby, regia di Curtis Bernhardt (1956)
- Il dilemma del dottore (The Doctor's Dilemma), regia di Anthony Asquith (1958)
- Gigi, regia di Vincente Minnelli (1958)
- L'uomo che capiva le donne (The Man Who Understood Women), regia di Nunnally Johnson (1959)
- La nostra vita comincia di notte (The Subterraneans), regia di Ranald MacDougall (1960)
- La battaglia di Austerlitz (Austerlitz), regia di Abel Gance (1960)
- Fanny, regia di Joshua Logan (1961)
- La stanza a forma di L (The L-Shaped Room), regia di Bryan Forbes (1962)
- Le quattro verità (Les Quatres vérités), regia di René Clair, Alessandro Blasetti, Hervé Bromberger (1962)
- L'attimo della violenza (Guns of Darkness), regia di Anthony Asquith (1962)
- Il gran lupo chiama (Father Goose), regia di Ralph Nelson (1964)
- Una ragazza da sedurre (A Very Special Favor), regia di Michael Gordon (1965)
- Spogliarello per una vedova (Promise Her Anything), regia di Arthur Hiller (1966)
- Parigi brucia? (Paris brûle-t-il?), regia di René Clément (1966)
- Il padre di famiglia, regia di Nanni Loy (1967)
- La valle dei Comanches (Madron), regia di Jerry Hopper (1970)
- Chandler, regia di Paul Magwood (1971)
- Valentino, regia di Ken Russell (1977)
- L'uomo che amava le donne (L'Homme qui amait les femmes), regia di François Truffaut (1977)
- La diva (Die Unerreichbare), regia di Krzysztof Zanussi (1982)
- Imperativo (Imperativ), regia di Krzysztof Zanussi (1982)
- Mosse pericolose (La Diagonale du fou), regia di Richard Dembo (1984)
- La montagna del coraggio (Courage Mountain), regia di Christopher Leitch (1989)
- Il danno (Damage), regia di Louis Malle (1992)
- Il commediante (Funny Bones), regia di Peter Chelsom (1995)
- Chocolat, regia di Lasse Hallström (2000)
- Le Divorce - Americane a Parigi (Le Divorce), regia di James Ivory (2003)

### Televisione
- Contratto (Kontrakt), regia di Krzysztof Zanussi – film TV (1980)
- Falcon Crest – serie TV, episodi 7x01-7x02-7x03 (1987)
- Il treno di Lenin, regia di Damiano Damiani – miniserie TV (1988)
- The Last of the Blonde Bombshells, regia di Gillies MacKinnon – film TV (2000)
- Assassinio sull'Orient Express (Murder on the Orient Express), regia di Carl Schenkel – film TV (2001)
- Law & Order - Unità vittime speciali (Law & Order: Special Victims Unit) – serie TV, episodio 8x03 (2006)
- Jo – serie TV, episodio 1x06 (2013)
- I Durrell - La mia famiglia e altri animali (The Durrells) – serie TV, 6 episodi (2016-2018)

## Riconoscimenti
- Premio Oscar
  - 1954 – Candidatura alla miglior attrice per Lili
  - 1964 – Candidatura alla miglior attrice per La stanza a forma di L

- Golden Globe
  - 1959 – Candidatura alla miglior attrice in un film commedia o musicale per Gigi
  - 1962 – Candidatura alla miglior attrice in un film drammatico per Fanny
  - 1964 – Miglior attrice in un film drammatico per La stanza a forma di L

- British Academy Film Awards
  - 1954 – Miglior attrice protagonista straniera per Lili
  - 1963 – Miglior attrice protagonista britannica per La stanza a forma di L

- Hollywood Walk of Fame
  - 2009 – Stella

- New York Film Critics Circle Awards
  - 1963 – Candidatura alla miglior attrice protagonista per La stanza a forma di L

- Palm Springs International Film Festival
  - 1996 – Premio alla carriera

- Premio Emmy
  - 2007 – Miglior attrice ospite in una serie TV drammatica per Law & Order - Unità vittime speciali

- Screen Actors Guild Award
  - 2001 – Candidatura al miglior cast cinematografico per Chocolat

## Doppiatrici italiane
Nelle versioni in italiano delle opere in cui ha recitato, Leslie Caron è stata doppiata da:
- Fiorella Betti in La casa del corvo, La strada dell'eternità, Storia di tre amori, La scarpetta di vetro, Papà Gambalunga, Gaby, Il dilemma del dottore, Gigi, La nostra vita comincia di notte
- Maria Pia Di Meo in Le quattro verità, Una ragazza da sedurre, Parigi brucia?, La valle dei Comanches
- Miranda Bonansea in Un americano a Parigi, Lili (dialoghi), Le Divorce - Americane a Parigi
- Rita Savagnone in Il gran lupo chiama, Spogliarello per una vedova, Il padre di famiglia
- Tina Centi in Lili (canto)
- Rina Morelli in L'uomo che capiva le donne
- Flaminia Jandolo in La battaglia di Austerlitz
- Noemi Gifuni in Valentino
- Franca Lumachi in L'uomo che amava le donne
- Ada Maria Serra Zanetti in La diva
- Vittoria Febbi in Il treno di Lenin
- Paila Pavese in La montagna del coraggio
- Barbara Simon in Chocolat
- Lorenza Biella in I Durrell - La mia famiglia e altri animali
- Monica Ward in Lili (ridoppiaggio)